# Vil·la Esperança (Santa Coloma de Gramenet)
La Vil·la Esperança, o Torre de les Àligues, és una obra eclèctica de Santa Coloma de Gramenet (Barcelonès) protegida com a Bé Cultural d'Interès Local.

## Descripció
Es tracta d'un habitatge unifamiliar de planta i pis. L'edifici es compon de diferents cossos de diferents alçades relacionats entre si. Les façanes presenten elements noucentistes i historicistes de reminiscència medieval com merlets al terrat o finestres amb arc apuntat. Les parets estan arrebossades imitant carreus i les fusteries són les originals. Presenta gran diversitat tipològica d'obertures, de finestres d'arc apuntat a la torre, fins a balconeres a la planta pis. Destaca la balustrada de la coberta baixa que hi ha a la planta pis, les reixes que protegeixen les obertures i la tanca formada per pilars i reixes de ferro forjat, com a elements ornamentals.